# Амбер Вју Хајтс (Мисури)
Амбер Вју Хајтс (енгл. Umber View Heights) град је у америчкој савезној држави Мисури.

## Демографија
По попису из 2010. године број становника је 48, што је 4 (-7,7%) становника мање него 2000. године.
| Група             | 2000.      | 2010.      |
| Белци             | 51 (98,1%) | 47 (97,9%) |
| Афроамериканци    | 0 (0,0%)   | 0 (0,0%)   |
| Азијати           | 0 (0,0%)   | 0 (0,0%)   |
| Хиспаноамериканци | 1 (1,9%)   | 0 (0,0%)   |
| Укупно            | 52         | 48         |